# وكالة الأنباء والمعلومات الفلسطينية
وكالة الأنباء والمعلومات الفلسطينية وتعرف اختصاراً بـ«وفا»، وهي وكالة الأنباء الرسمية لدولة فلسطين، وقد أسسها السياسي الفلسطيني زياد عبد الفتاح عام 1972.

## النشأة
تأسست وكالة وفا بتاريخ 5 يونيو 1972 في لبنان على يد السياسي الفلسطيني زياد عبد الفتاح والذي استمر في رئاستها حتى عام 2006، وقد جاء تأسيس الوكالة تطبيقًا للقرار الصادر عن اللجنة التنفيذية لمنظمة التحرير الفلسطينية والذي يقضي بتوحيد إعلام المقاومة تحت مظلة مجلس الإعلام الموحد وبإنشاء وكالة الأنباء الفلسطينية 'وفا'، بتاريخ 1972/06/05، كهيئة مستقلة مرتبطة هيكلياً وسياسياً وإدارياً برئاسة اللجنة التنفيذية للمنظمة، لتتولى مهمة التعبئة الإعلامية والتصدي مواجهة الدعاية المعادية ولتكون منبراً مستقلاً يتولى نقل الأحداث الوطنية بعيداً عن أي وصاية أو تبعية، وهذا القرار هو الإطار القانوني الذي يحكم عمل الوكالة حتى اليوم.

## الرؤية
تركز عمل وكالة 'وفا' منذ تأسيسها على نقل الخبر الفلسطيني، وخصوصاً البلاغات العسكرية الصادرة عن القيادة العامة لقوات الثورة الفلسطينية، لكن هذا العمل توسع، ليشمل تغطية الأحداث الوطنية على تنوعها وأخبار تجمعات الشتات الفلسطيني، ونقل كل ما له علاقة بالقضية الفلسطينية.

## مسيرة الوكالة
انطلق عمل وكالة 'وفا' في بدايته بسيطاً ومتواضعاً، وتركز في نشرة يومية باللغة العربية، تطور بعدها لإصدار نشرة يومية باللغة الإنجليزية وثانية باللغة الفرنسية، ومن ثم نشرة للرصد الإذاعي، وأخرى لأقوال الصحف العربية والدولية وثالثة لرصد الصحافة والإذاعات الإسرائيلية، وكان الهدف من هذه النشرات الإخبارية أولا تزويد الصحافة المحلية والعربية والدولية بالموقف الفلسطيني، وتزويد صانع القرار بآخر الأنباء المتعلقة بالقضية الفلسطينية من مختلف العواصم عبر رصدها وتحليلها.
استطاعت الوكالة منذ نشأتها تحقيق مكانة مرموقة بين نظيراتها العربية والعالمية، وحققت في أوقات معينة أسبقية وحضوراً مميزاً، خصوصاً أثناء الغزو الإسرائيلي للبنان عام 1982، وحرب طرابلس في شمال لبنان عام 1983 وحرب المخيمات في بيروت 1985، وقبل ذلك أثناء الحرب الأهلية في لبنان.
حققت الوكالة حضوراً مميزاً في المنظمات العربية والدولية ذات الاختصاص، فإضافة إلى عضويتها الدائمة في اتحاد وكالات الأنباء العربية واتحاد وكالات الدول الإسلامية ورابطة وكالات دول عدم الانحياز ورابطة وكالات أنباء المتوسط، شغلت على مدى دورات عدة منصب نائب الرئيس لهذه الهيئات.
لعبت الوكالة دورا مكملاً لعمل المؤسسات الإعلامية الفلسطينية مثل «فلسطين الثورة» المجلة المركزية لمنظمة التحرير الفلسطينية، وإذاعة صوت الثورة الفلسطينية والتي واصلت عملها تحت مُسمى «صوت فلسطين» بعد قيام السلطة الوطنية الفلسطينية، وتلفزيون فلسطين الذي تأسس بعد قيام السلطة الوطنية، وغيرها من المنابر الإعلامية التي تأسست فيما بعد.

## وصلات خارجية
- الموقع الرسمي